# MARIKO KOUDA INSTRUMENTAL TRACKS
『MARIKO KOUDA INSTRUMENTAL TRACKS』は、國府田マリ子のオリジナル楽曲のサウンドトラック。1998年10月9日、KONAMIより発売。

## 解説
- 國府田マリ子のオリジナル楽曲の中でも代表的な楽曲がインストゥルメンタルとして収録されている。

## 収録曲
1. Horizon
2. Happy!Happy!Happy!
3. Twin memories
4. my best friend
5. 夢はひとりみるものじゃない
6. ～メッセージ～
7. 私が天使だったらいいのに
8. 僕らのステキ
9. Pure
10. いまある勇気